# 2005 TN53
2005 TN53 ali 2005 TN 53 je Neptunov trojanec v Lagrangeevi točki L4 (to pomeni, da je za okoli 60° pred Neptunom)

## Odkritje
Odkrila sta ga Scott S. Sheppard in Chadwick A. Trujillo leta 2005. Asteroid še nima uradnega imena.

## Lastnosti
Asteroid  2005 TN 53 ima premer med 40 in 90 km, njegova tirnica pa je nagnjena proti ekliptiki 1,3 °.  
Njegova absolutna magnituda je 9,1.